# 高血壓性心臟病
高血压性心脏病是指會影响心臟（例如導致心臟衰竭）的高血壓并发症， 高血压心脏病患者应避免服用非甾体抗炎药、止咳药，因为这些药物会加剧高血压以及心力衰竭。 2013年，高血压性心脏病导致107万人死亡，而1990年这一数字为63万人。

## 预防
由于高血压没有任何症状，人们可能在不知不覺的情况下患上高血压。及早確診高血压有助于预防心脏病、中风、眼部疾病和慢性肾脏病。 
改变生活方式可以降低心血管疾病以及導致的死亡的风险，例如减肥、定期有氧运动、适量饮酒和戒烟。